# Martyisdead
#martyisdead è una webserie thriller ceca pubblicata il 20 ottobre 2019 su Mall.TV. È stata creata in collaborazione con CZ.NIC, filmata dalla società ceca Bionaut. Tratta del cyberbullismo ed è ispirata a eventi reali, traendo spunto dalla Blue Whale Challenge. In Italia la serie viene trasmessa in prima TV in seconda serata dal 19 ottobre al 2 novembre 2021 su Italia 1.

## Episodi
| Stagione       | Episodi | Pubblicazione Repubblica Ceca | Pubblicazione Italia |
| -------------- | ------- | ----------------------------- | -------------------- |
| Prima stagione | 8       | 2019                          | 2021                 |